# La Llena (Alpens)
|  | Per a altres significats, vegeu «la Llena». |

La Llena és un mas al terme municipal d'Alpens (Lluçanès) constituït bàsicament per tres cossos adossats, el principal dels quals té teulada a tres vessants, planta pis i golfes. A la part esquerra d'aquest cos- on el teulat té un sol vessant- hi ha adossada una ampliació de planta i pis amb el teulat a una vessant. A la part del darrere d'aquestes dues construccions hi ha un altre edifici de planta rectangular i teulat a doble vessant que- aprofitant el desnivell del terreny- té tres pisos. Part dels murs interiors d'aquesta part són la roca viva. Tot l'interior de la casa és fet a base de fusta. Les finestres tenen llindes, muntants, ampits de pedra i festejadors a dins.
Davant de la casa hi ha un paller de planta rectangular, teulat a doble vessant i murs de pedres irregulars i morter. Els murs cobreixen la part posterior i laterals de la construcció i els laterals de la façana principal centrada per un pilar que aguanta la teulada. Originàriament l'obertura central de la façana era regular amb el pilar al mig i sols partit pel terra del primer pis, de fusta i les bigues travesseres que partien l'obertura, també de fusta. Ara però la part baixa de la dreta està tapiada i la part esquerra té restes d'un mur que cobria parcialment l'entrada per aquesta banda. A la dreta de la façana hi ha una petita porta.
El paller és un edifici de planta rectangular, teulat a doble vessant i murs de pedres irregulars i morter. Els murs cobreixen la part posterior i laterals de la construcció i els laterals de la façana principal centrada per un pilar que aguanta la teulada. Originàriament l'obertura central de la façana era regular amb el pilar al mig i sols partit pel terra del primer pis, de fusta i les bigues travesseres que partien l'obertura, també de fusta. Ara però, la part baixa de la dreta està tapiada i la part esquerra té restes d'un mur que cobria parcialment l'entrada per aquesta banda. A la dreta de la façana hi ha una petita porta.
L'única data que conserva la casa és a la part més nova, a la del teulat a doble vessant, i és una llinda de fusta a l'entrada de la comuna del primer pis: 1821. La casa de la Llena i el lloc, però, estan documentats abans del segle xiv. La casa de la Llena està documentada abans del segle xiv.